# 코토덴 버스
코토덴 버스 주식회사(영어: Kotoden Bus Company, Limited, 일본어: ことでんバス株式会社)는 카가와현 타카마츠시에 본사를 둔 버스 운수 업체이다.